# Championnat de Yougoslavie de football 1975-1976
Navigation
Saison précédente Saison suivante
La saison 1975-1976 du Championnat de Yougoslavie de football est la quarante-septième édition du championnat de première division en Yougoslavie. Les dix-huit meilleurs clubs du pays prennent part à la compétition et sont regroupées en une poule unique où chaque formation affronte deux fois ses adversaires, à domicile et à l'extérieur. En fin de saison, les deux derniers du classement sont relégués et remplacés par les deux meilleures équipes de deuxième division.
C'est le club du FK Partizan Belgrade qui remporte la compétition, en terminant en tête du classement final, avec cinq points d'avance sur le double tenant du titre, l'Hajduk Split et six sur le Dinamo Zagreb. C'est le 7e titre de champion de Yougoslavie de l'histoire du club.

## Les clubs participants
| - Partizan Belgrade - Dinamo Zagreb - FK Étoile rouge de Belgrade - Hajduk Split - FK Vojvodina Novi Sad - NK Rijeka - FK Radnicki Nis - FK Borac Banja Luka - Promu de D2 - Buducnost Titograd - Promu de D2 | - FK Velez Mostar - FK Radnički Kragujevac - OFK Belgrade - FK Vardar Skopje - FK Sarajevo - FK Zeljeznicar Sarajevo - FK Sloboda Tuzla - NK Celik Zenica - Olimpija Ljubljana |

## Compétition

### Classement
Le classement est effectué en utilisant le barème classique (victoire à 2 points, match nul un point, défaite zéro point).
| Rang | Équipe                      | Pts | J  | G  | N  | P  | Bp | Bc | Diff |
| ---- | --------------------------- | --- | -- | -- | -- | -- | -- | -- | ---- |
| 1    | FK Partizan Belgrade        | 50  | 34 | 22 | 6  | 6  | 60 | 30 | +30  |
| 2    | Hajduk Split (T) (C)        | 45  | 34 | 19 | 11 | 4  | 57 | 22 | +35  |
| 3    | Dinamo Zagreb               | 44  | 34 | 17 | 10 | 7  | 38 | 23 | +15  |
| 4    | FK Étoile rouge de Belgrade | 40  | 34 | 16 | 8  | 10 | 53 | 31 | +22  |
| 5    | FK Vojvodina Novi Sad       | 34  | 34 | 11 | 12 | 11 | 41 | 42 | -1   |
| 6    | FK Sloboda Tuzla            | 33  | 34 | 11 | 11 | 12 | 46 | 42 | +4   |
| 7    | FK Sarajevo                 | 33  | 34 | 12 | 9  | 13 | 45 | 51 | -6   |
| 8    | OFK Belgrade                | 33  | 34 | 13 | 7  | 14 | 40 | 48 | -8   |
| 9    | FK Velež Mostar             | 32  | 34 | 10 | 12 | 12 | 39 | 37 | +2   |
| 10   | FK Borac Banja Luka (P)     | 32  | 34 | 9  | 14 | 11 | 34 | 40 | -6   |
| 11   | NK Rijeka                   | 31  | 34 | 9  | 13 | 12 | 35 | 37 | -2   |
| 12   | Zeljeznicar Sarajevo        | 31  | 34 | 11 | 9  | 14 | 40 | 47 | -7   |
| 13   | NK Celik Zenica             | 30  | 34 | 10 | 10 | 14 | 29 | 35 | -6   |
| 14   | Olimpija Ljubljana          | 30  | 34 | 10 | 10 | 14 | 37 | 44 | -7   |
| 15   | Buducnost Titograd (P)      | 30  | 34 | 11 | 8  | 15 | 25 | 42 | -17  |
| 16   | FK Radnički Niš             | 29  | 34 | 7  | 15 | 12 | 30 | 41 | -11  |
| 17   | FK Vardar Skopje            | 28  | 34 | 8  | 12 | 14 | 27 | 36 | -9   |
| 18   | FK Radnicki Kragujevac      | 23  | 34 | 8  | 7  | 19 | 29 | 57 | -28  |

|  | Qualification pour la Coupe d'Europe des clubs champions 1976-1977                                |
|  | Qualification pour la Coupe des Coupes 1976-1977                                                  |
|  | Qualification pour la Coupe UEFA 1976-1977                                                        |
|  | Qualification pour la Coupe Mitropa 1976-1977                                                     |
|  | Relégation directe en deuxième division                                                           |
|  | (T) : Tenant du titre (C) : Vainqueur de la Coupe de Yougoslavie (P) : Promu de deuxième division |

## Bilan de la saison
| Championnat de Yougoslavie de football 1975-1976                        |                                 |
| Champion                                                                | FK Partizan Belgrade (7e titre) |
| Coupes et trophées                                                      |                                 |
| Vainqueur de la Coupe de Yougoslavie 1975-1976                          | Hajduk Split                    |
| Qualifications continentales                                            |                                 |
| Coupe d'Europe des clubs champions 1976-1977                            | FK Partizan Belgrade            |
| Coupe des Coupes 1976-1977                                              | Hajduk Split                    |
| Coupe UEFA 1976-1977                                                    | Dinamo Zagreb                   |
| Coupe UEFA 1976-1977                                                    | FK Étoile rouge de Belgrade     |
| Coupe Mitropa 1976-1977                                                 | FK Vojvodina Novi Sad           |
| Promotions et relégations                                               |                                 |
| Promus en Prva Liga                                                     | FK Napredak Kruševac            |
| Promus en Prva Liga                                                     | NK Zagreb                       |
| Relégués en Championnat de Yougoslavie de football de deuxième division | FK Vardar Skopje                |
| Relégués en Championnat de Yougoslavie de football de deuxième division | FK Radnicki Kragujevac          |